# Liste der Kulturdenkmale in Eislingen/Fils

Wappen von Eislingen an der Fils

In der Liste der Kulturdenkmale in Eislingen/Fils werden unbeweglichen Bau- und Kunstdenkmale in Eislingen/Fils aufgelistet. Diese Liste ist noch unvollständig.

## Allgemein
- Bild: Zeigt ein ausgewähltes Bild aus Commons, „Weitere Bilder“ verweist auf die Bilder im Medienarchiv Wikimedia Commons.
- Bezeichnung: Nennt den Namen, die Bezeichnung oder die Art des Kulturdenkmals.
- Lage: Straßenname und Hausnummer oder Flurstücknummer des Kulturdenkmals, gegebenenfalls auch den Ortsteil. Die Grundsortierung der Liste erfolgt nach dieser Adresse. Der Link (Karte) führt zu verschiedenen Kartendiensten mit der Position des Kulturdenkmals. Fehlt dieser Link, wurden die Koordinaten noch nicht eingetragen. Sind diese bekannt, können sie über ein Tool mit einer Kartenansicht einfach nachgetragen werden. In dieser Kartenansicht sind Kulturdenkmale ohne Koordinaten mit einem roten bzw. orangen Marker dargestellt und können durch Verschieben auf die richtige Position in der Karte mit Koordinaten versehen werden. Kulturdenkmale ohne Bild sind an einem blauen bzw. roten Marker erkennbar.
- Datierung: Baubeginn, Fertigstellung, Datum der Erstnennung oder grobe zeitliche Einordnung entsprechend des Eintrags in der zuständigen Denkmaldatenbank (Landesamt für Denkmalpflege Baden-Württemberg).
- Beschreibung: Kurzcharakteristik des Kulturdenkmals.

## Liste
| Bild | Bezeichnung                                  | Lage                                       | Datierung | Beschreibung | ID |
| ---- | -------------------------------------------- | ------------------------------------------ | --------- | --- | -- |
|      | Grabhügelgruppe                              | Flur Riedwald                              |           | Die Grabhügelgruppe befindet sich südöstlich von Eislingen im sogenannten Riedwald. Geschützt nach § 12 DSchG |    |
|      | Katholische Pfarrkirche St. Markus           | Kirchstraße 16 (Karte)                     | 1892/93   | Die Pfarrkirche St. Markus ist westlich des historischen Kerns von Eislingen gelegen. Der Turmunterbau ist spätromanischen Ursprungs, während der Neubau von Ulrich Pohlhammer aus dem 19. Jahrhundert stammt. Geschützt nach § 28 DSchG | BW |
|      | Evangelische Lutherkirche                    | Lutherstraße 6 (Karte)                     | 1912/13   | Die evangelische Lutherkirche wurde von Martin Elsaesser unter der Einbeziehung älterer Bauteile erstellt. Sie befindet sich südlich des historischen Kerns von Eislingen. Geschützt nach § 28 DSchG | BW |
|      | Evangelische Christuskirche mit Pfarrhaus    | Königstraße 17, Salacher Straße 25 (Karte) | 1905/07   | Die östlich des historischen Kernes von Eislingen gelegene evangelische Christuskirche wurde von Richard Böklen und Carl Feil erbaut. Sie gilt in Bezug auf ihre Lage als ortsbildprägend. Geschützt nach § 2 DSchG |    |
|      | Historische Pumpanlage des alten Wasserwerks | Salacher Str. 112 (Karte)                  | 1908–1911 | Als diese Pumpanlage von der Eislinger Wasserversorgungsgruppe erbaut wurde, befand sie sich auf dem neusten technischen Stand. Notwendig wurde der Bau dieser Anlage wegen des Bevölkerungswachstum während der Industrialisierung. Die stillgelegte Pumpstation wurde in ein Technikmuseum umgewandelt, und die historische Pumpanlage kann nach Voranmeldung besichtigt werden. | BW |
|      | Fabrikanlage Zeller & Gmelin                 | Schlossstraße 16-82 (Karte)                | 1897/1901 | Die Fabrikanlage Zeller & Gmelin war ein Mineralöl- und Chemiewerk mit Fabrikhallen, Arbeiterwohnungen und einem Park, das im 19. Jahrhundert von Albert Zeller und Paul Albrecht Ferdinand Gmelin gegründet wurde. Geschützt nach § 2 DSchG | BW |